# Куц Олександр Сергійович
Куц Олександр Сергійович — доктор педагогічних наук (1997 р.), професор (1995 р.), завідувач кафедри олімпійського і професійного спорту Вінницького державного педагогічного інститут, Відмінник освіти України, академік Міжнародної академії інформатизації при ООН. Відмінник народної освіти Казахстану.

## Біографія
Народився 13 березня 1937 р. у м. Літин Вінницької області. Після випуску з середньої школи, закінчив педагогічне училище, з відзнакою Вінницький державний педагогічний інститут, згодом вище артилерійське училище та вищу партійну школу при штабі Прибалтійського воєнного округу, аспірантуру НДІ фізіології дітей і підлітків АПН СРСР. Перші роки трудового шляху пройшли у середній загальноосвітній школі на посаді вчителя фізичної культури, анатомії та фізіології людини. Закінчивши вище військове училище, продовжив роботу тренером з волейболу ДСТ «Спартак». У 1964 р. поїхав у Павлодар, щоб в Північному Казахстані, освоювати цілинні землі. Завдяки зусиллям завзятого педагога було відкрито факультет фізичного виховання.
Олексій Сергійович Куц пройшов свій шлях від асистента до декана факультету, зумів за короткий час створити найкращу спортивну базу серед факультетів фізичного виховання СРСР, яка з 1966 до 1969 рр. утримувала перехідний прапор зі спортивно-масової роботи серед педагогічних ЗВО.
Будучи деканом факультету, не залишив спортивну кар'єру: створив збірну команду Павлодарської області з волейболу (постійний призер спартакіад і чемпіонатів Казахстану), був її провідним гравцем, а збірні команди інституту— чемпіонами і призерами спартакіад серед ЗВО. Згодом зібрав команду ветеранів, яка стала чемпіоном зони Казахстану і Сибіру. За всіма показниками Міністерства освіти Казахстану факультет фізичного виховання був найкращим серед педагогічних ЗВО республіки.
Відійшов у вічність 1 червня 2018 року.

## Наукова діяльність
На науковій роботі Олександр Сергійович Куц зосередився у 70-х рр., коли очолив комплексну наукову групу в Казахстані із Всесоюзної наукової теми «Наукове обґрунтування змісту фізичного виховання з учнями 1–10 класів загальноосвітніх шкіл», яку АПН СРСР проводила в різних регіонах країни. За результатами досліджень Олександра Сергійовича запросили до заочної аспірантури НДІ фізіології дітей і підлітків АПН СРСР. За цим напрямком він організовував проведення трьох республіканських наукових конференцій.
У 1978 р. Олександр Сергійович повертається у рідний Вінницький педагогічний інститут, де вже досвідченим фахівцем і науковцем працює завідувачем кафедр фізичного виховання, теорії і методики фізичного виховання, спортивних ігор, виконує обов'язки декана факультету фізичного виховання. Зусиллями Олександра Сергійовича було відкрито аспірантуру зі спеціальностей «Теорія і методика фізичного виховання і спорту» та «фізична культура, фізичне виховання різних груп населення», започатковано Міжнародну науково-практичну конференцію "Фізична культура, спорт і здоров'я нації, під його керівництвом успішно завершено чотири науково-дослідні теми всесоюзного значення.
О. С. Куц є членом редакційних колегій фахових видань ВАК України «Фізичне виховання, спорт та культура здоров'я у сучасному суспільстві» (м. Луцьк), «Молода спортивна наука України» (м. Львів), науково-методичного журналу «Теорія та методика фізичного виховання» (м. Харків), наукового збірника «Актуальні проблеми юнацького спорту» (м. Херсон).
О. С. Куца у 2010 р. відкриває науково-проблемну лабораторію з фізичного виховання і спорту за напрямками: фізична культура, фізичне виховання різних груп населення, олімпійський і професійний спорт, медико-біологічні основи фізичного виховання і спорту. Факультет фізичного виховання став центром наукового стажування вчених із Росії (Ростов-на-Дону), України (Тернопіль), Молдавії (Кишинів), Казахстан (Алма-Ата) та інших.
У своїх наукових працях Олександр Сергійович розробляє програмно-нормативну основу для учнівської і студентської молоді, силових структур, зміст, форму, засоби і методи фізичного виховання студентів ЗВО з низьким рівнем здоров'я і фізичної підготовки, досліджує проблеми підвищення психофізичної і прикладної фізичної підготовки курсантів Збройних Сил і МВС України, акцентуючи увагу на необхідності профілактики правопорушень неповнолітніх підлітків засобами фізичного виховання та фізичної реабілітації дітей, хворих на ДЦП, та дорослих з ускладненнями опорно-рухового апарату та перенесеного інсульту в післяопераційний період. Є організатором та відповідальним виконавцем досить небезпечних досліджень в радіаційно забруднених зонах України.
Заслуги в науковій роботі Олександра Сергійовича оцінені в Україні та за її межами.1995 року обраний член-кореспондентом Української академії наук національного прогресу, згодом –Української академії наук, з 1996 року — академік Міжнародної академії інформатизації при ООН. Учні шанованого науковця працюють у різних регіонах СНД, більшість із них в Україні, очолюють факультети, підрозділи, кафедри, захищають докторські дисертації.

## Професійна діяльність
З 1997 до 2000 рр. Олександр Сергійович входив до спеціалізованої вченої ради при Волинському державному університеті ім. Лесі Українки. Науковий потенціал сповна реалізував у Львівському державному університеті фізичної культури. За підтримки ректора закладу у 2000 р. вдалося відкрити при цьому ЗВО спеціалізовану вчену раду, яку О. С. Куц очолював 6 років. З 1986 р. і до теперішнього часу під керівництвом Олександра Сергійовича готували дослідження 2 доктори і більш ніж 57 кандидатів наук. Як професор кафедри теорії і методики фізичного виховання Львівського державного університету фізичної культури О. С. Куц проводить велику організаційну та педагогічну роботу, керує власною науковою школою.
Підготував значну кількість кандидатів наук, серед яких І. О. Асаулюк(2001), А. І. Драчук (2001), О. В. Гузій (2002), М. С. Ковінько (2002), О. П. Мерзлікіна (2002), С. П. Демчук (2003), В. В. Романенко (2003), О. Т. Кузнєцова (2005), Б. Р. Крук (2005), О. Ю. Білянський (2007) та багато ін.

## Нагороди
За вагомий внесок у підготовку й атестацію наукових і науково-педагогічних кадрів вищої кваліфікації нагороджений почесною грамотою ВАК України.
За підготовку кваліфікованих фахівців фізичного виховання Олександру Сергійовичу винесли подяки ректорати Львівського державного університету фізичної культури, Херсонського педагогічного університету, Рівненського міжнародного економіко-гуманітарного університету, Житомирського технічного університету та інших ЗВО України.
Відмінник народної освіти Казахстану, Олександр Сергійович також відзначений медалями «За освоєння цілинних земель» та «За доблесну працю».
За плідну співпрацю і підготовку наукових кадрів для Росії дирекцією Науково-дослідного інституту фізичної культури та спорту Російської Федерації.
У 2009 р. нагороджений почесним нагрудним знаком «За доблесть в науке».
За організацію і проведення наукових конференцій у 2002 р. йому присвоєно звання «Відмінник освіти України».
За підготовку наукових кадрів для силових структур наказом Верховного отамана козацтва України генерал-армії П. І. Полякова у 2011 р. нагороджений ординською відзнакою «Вірність козацьким традиціям».